# 平山兵介
平山 兵介（ひらやま ひょうすけ）は、幕末の志士、水戸藩士。坂下門外の変で襲撃側に加わり闘死した。

## 略歴
安政5年（1858年）幕府より水戸藩へ戊午の密勅の返上を命じられるとこれに反対。住谷悌之介・中島久蔵とともに脱藩して諸国を遊説し、万延元年（1860年）公武合体派の関白九条尚忠襲撃を計画したこともあった。文久元年（1861年）洲本にいた際、住谷・中島が堺で捕らえられると身の危険を感じて帰東し、やがて水戸に戻って田尻新介の家に潜伏した。このころから同藩の小田彦三郎・川辺佐次衛門らとともに、公武合体派の老中安藤信正襲撃を企てる。さらに宇都宮の大橋訥庵門下の児島強介が合流し、やがて訥庵も同志に迎えることになった。文久2年（1862年）1月、訥庵が幕府によって捕縛されると、小田彦三郎・黒沢五郎・高畑総次郎・河野顕三・川本杜太郎とともに江戸城外坂下門で登城する安藤の行列を襲撃するが、安藤を負傷させるに留まり、同志らとともに闘死した。一刀流の達人だった。